# جوني كير
جوني كير (بالإنجليزية: Johnny Kerr)‏ مواليد 17 يوليو 1932 في شيكاغو - الوفاة 26 فبراير 2009، كان لاعب كرة سلة أمريكي تحول إلى التدريب بعد الاعتزال بدأ مسيرته الاحترافية في سنة 1954. بلغ طوله 6 قدم 9 بوصة (2.1 م). اعتزل اللعب في 1966.

## فرق لعب لها
- فيلادلفيا سفنتي سيكسرز
- واشنطن ويزاردز

## روابط خارجية
- جوني كير على موقع إن بي أي (الإنجليزية)
- جوني كير على موقع سبورتس رفرنس (الإنجليزية)
- جوني كير على موقع كلية كرة السلة في سبورتس رفرنس.كوم (الإنجليزية)
- جوني كير على موقع ريلجم (الإنجليزية)
- جوني كير على موقع بروبوليرز (الإنجليزية)
- جوني كير على موقع سبورتس رفرنس (الإنجليزية)